# اردک بلوطی

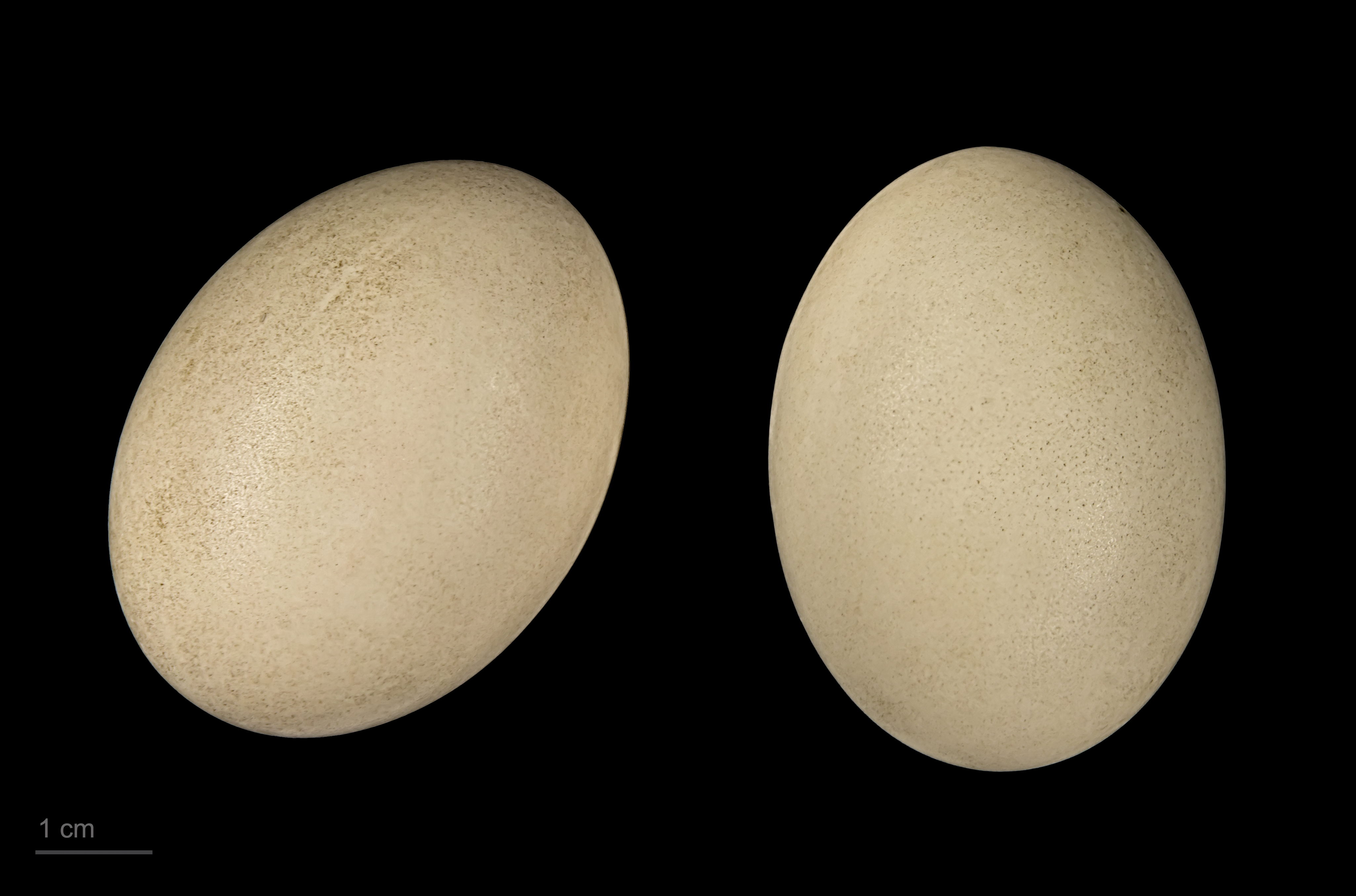
Aythya nyroca

اردک بلوطی (نام علمی: Aythya nyroca)، اردک آهنی‌رنگ (یا گیلار سرخ‌سر) پرنده‌ای از گروه اردک‌های غواص از تیرهٔ مرغابیان است. این پرنده در ایران نیز دیده می‌شود و از پرندگان محافظت شده است.
سر و گردن و سینه این مرغابی به رنگ سرخ متمایل به قهوه‌ای می‌باشد. زیر دم آن کاملاً سفید است و جنس نر آن بدنی خرمایی تیره با چشم‌هایی سفید دارد. در ناحیه انتهایی نوک لکه سفید رنگی دارند. پرهای ناحیه شکم سفید رنگ است و حد فاصل بین پرهای زیر شکم و سینه چند ردیف پر مواج سرخ و سفید براق وجود دارد که زیبایی خاصی به پرنده داده است. قسمتی از بال‌ها سفید رنگ است و به دلیل آنکه دارای چشم‌های سفید رنگی هستند به آن‌ها مرغابی چشم سفید نیز می‌گویند. حداکثر تعداد تخمی که ماده‌ها در دوران تخم‌گذاری می‌نهند ۱۶ عدد و به رنگ زرد است. پاها و نوک آن‌ها تیره رنگ می‌باشد. تنها در کنار آب شیرین زندگی می‌کند و کند پرواز است. محدوده زیست این پرنده بسیار وسیع بوده و در اکثر کشورهای اروپایی و جزایر و بنادر دریای مدیترانه، شمال آفریقا، ایران، شوروی سابق و سیبری زندگی می‌نمایند.

## نگارخانه

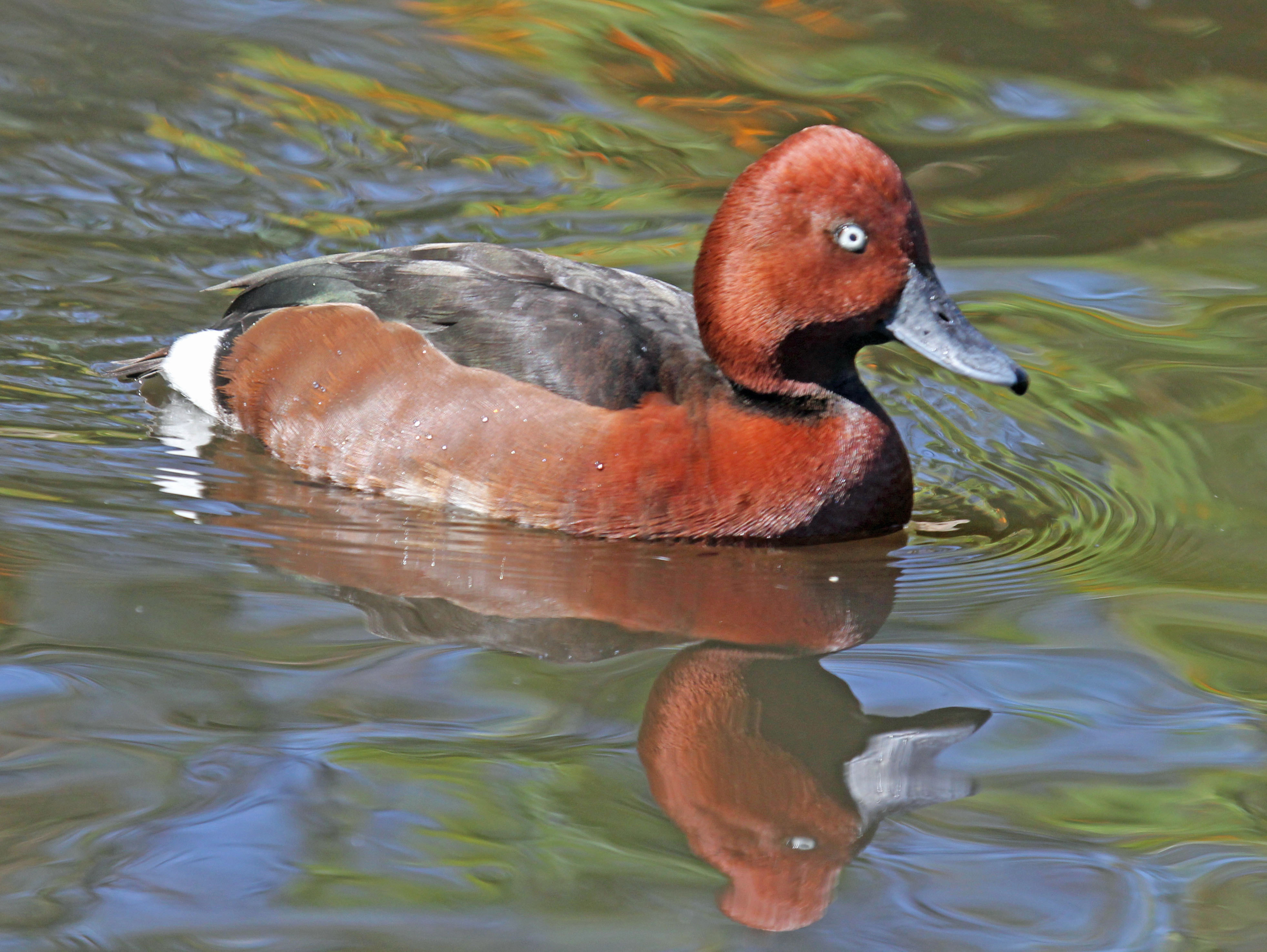
پرنده نر
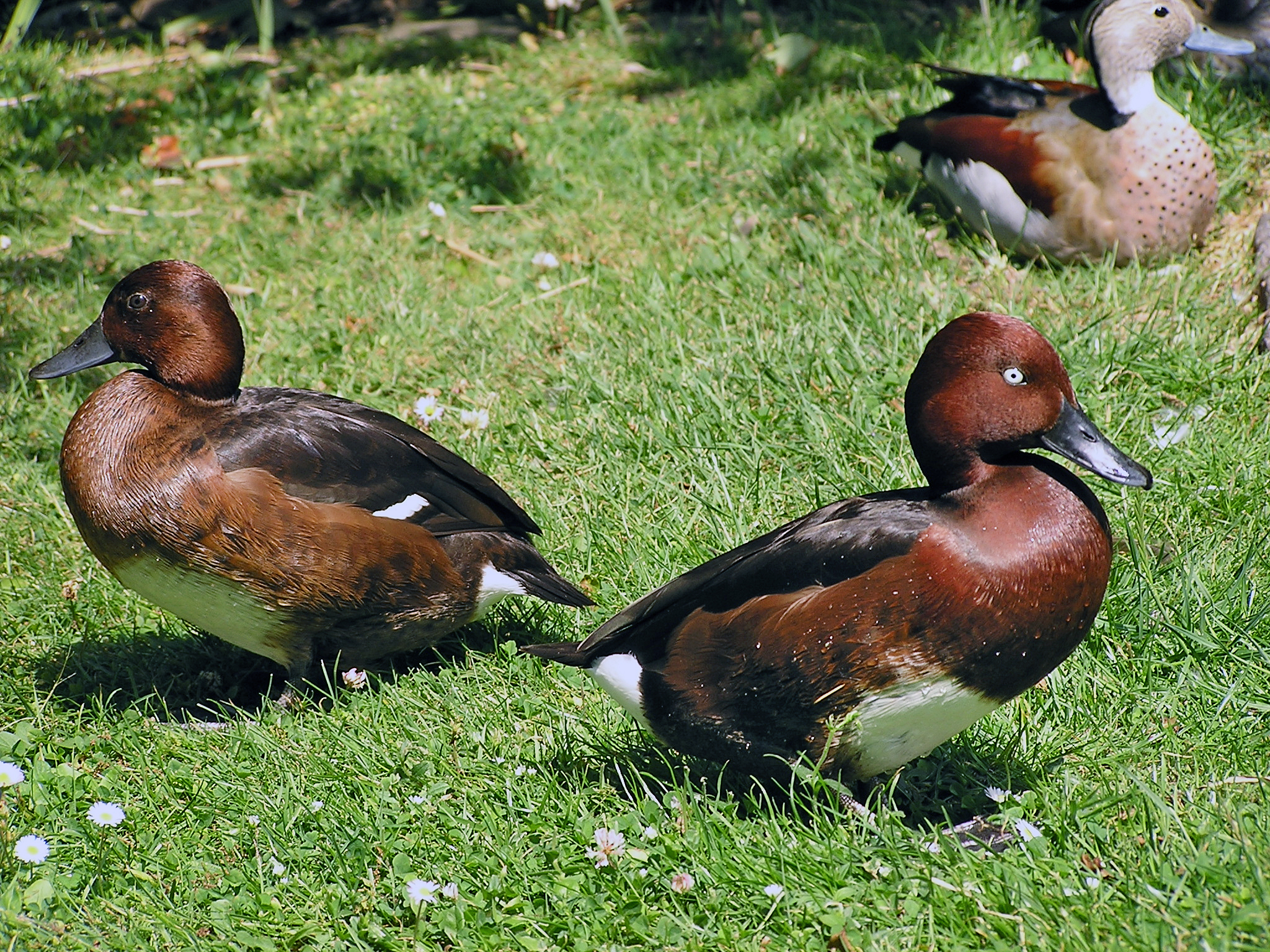
اردک‌های بلوطی